# Religion au Zimbabwe
Le christianisme est la religion dominante au Zimbabwe à l'époque contemporaine.   
Selon un sondage réalisé par l'agence Nationale des Statistiques au Zimbabwe en 2017, 84,1 % des Zimbabwéens suivent une forme de christianisme,.   
Nonobstant le syncrétisme habituel de l'Afrique subsaharienne, les chrétiens du Zimbabwe se réclament à 34 % du courant pentecôtiste apostolique, tandis que 20 % suivent le pentecôtisme sans autre précision et 16 % sont protestants d'autres dénominations.    
Les dénominations du christianisme au Zimbabwe avec un nombre important de fidèles comprennent le catholicisme, l'anglicanisme, le baptisme, le luthéranisme et le méthodisme.  
Les religions traditionnelles sont suivies par environ 4 %. Les autres religions présentes sont l'islam (1 %), le bouddhisme (<0,1 %), l'hindouisme (<0,1 %) et le judaïsme (<0,1 %).        
La constitution du Zimbabwe autorise la liberté de religion. Les groupes de missionnaires chrétiens étrangers sont présents dans le pays.

## Histoire
La religion d'origine des peuples bantous de la région qui correspond au Zimbabwe actuel repose sur l'existence de Mulungu, une forme de deus otiosus commun à beaucoup de peuples bantous de l'Afrique orientale et centrale. Les Shona, ethnie majoritaire du Zimbabwe encore aujourd'hui, développent ultérieurement le culte de Mwari entre le IXe et le XIIIe siècle, à l'époque de la construction du Grand Zimbabwe, prolongé ensuite par les Rozvi (branche Karanga du groupe Shona) qui installent leur empire sur les terres zimbabwéennes au XVIIe siècle,. Ce culte persiste malgré les invasions, au début du XIXe siècle, des Nguni puis des Ndébélé, consécutives au Mfecane. En 1896-1897, se déroule, dans ce qui est à l'époque le Mashonaland et le Matabeleland, la Seconde Guerre ndébélé, appelée localement Première chimurenga, lutte contre le colonialisme britannique. Cette révolte est soutenue voire déclenchée par les prêtres (sviriko) de Mwari, nommé Mlimo en sindebele au Matabeleland avec, notamment, les figures religieuses et révolutionnaires de Kaguvi et Nehanda.

## Christianisme

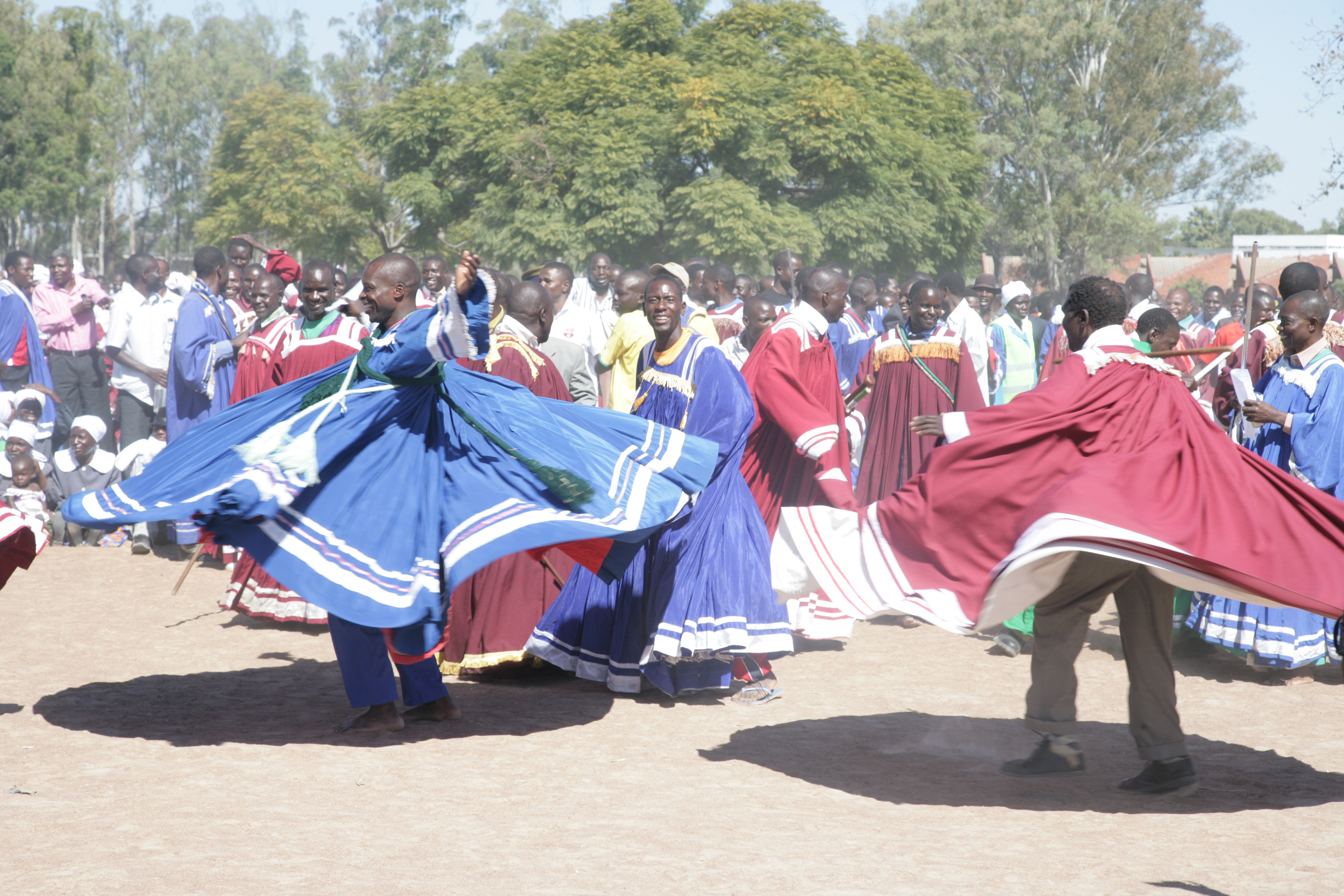
Danseurs adeptes de l'Église de Sion.

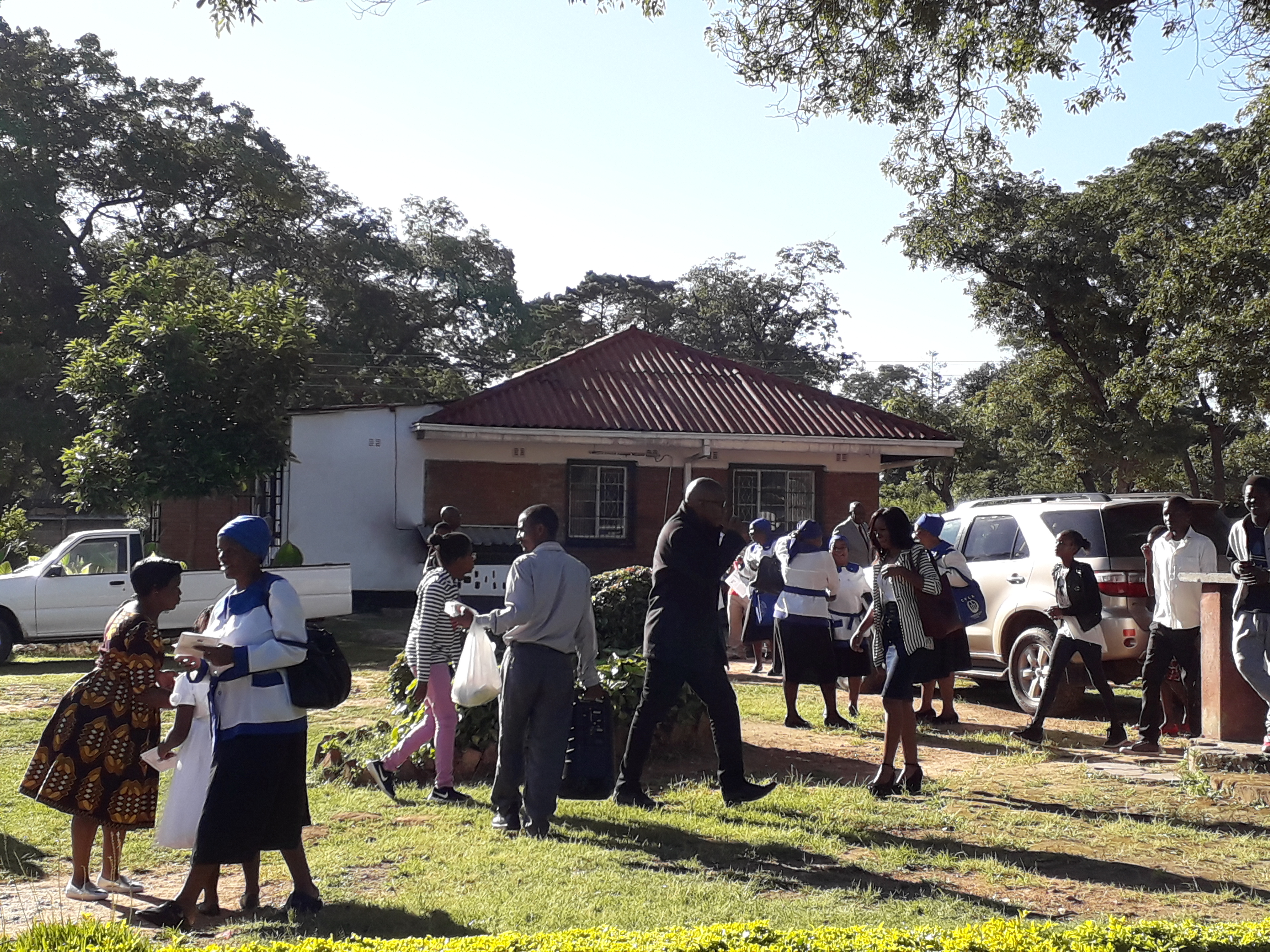
Église anglicane St Francis Wayerfalls à Harare.

La première mission chrétienne arrive au Zimbabwe en 1859 grâce aux actions de la London Missionary Society. David Livingstone demande au gouvernement britannique d'attribuer ces terres et de protéger les missions chrétiennes[source insuffisante]. La mission chrétienne d'Afrique centrale établit ses premières missions dans les années 1890,. Le pentecôtisme et les églises apostoliques africaines émergent dans les années 1920 et connaissent une croissance rapide, l'église chrétienne de Sion devient la plus importante du pays. 
En 1932, Johane Marange annonce avoir reçu une vision lui enjoignant de prêcher comme Jean le Baptiste. Il baptise de nombreuses personnes dans une rivière et ses actions dans les décennies suivantes conduisent à l'instauration d'une Église africaine, la deuxième plus grande du pays. 
La plupart des Zimbabwéens chrétiens sont protestants. Les églises chrétiennes protestantes qui comptent un grand nombre de membres sont anglicanes, adventistes et méthodiste.
Les catholiques au Zimbabwe sont environ un million (soit 8 % de la population totale). Le pays comprend deux archidiocèses (Harare et Bulawayo) divisés eux-mêmes en trois diocèses chacun (Chinhoyi, Gokwe et Mutare font partie de l'archidiocèse de Harare ; Gweru, Hwange et Masvingo font partie de l'archidiocèse de Bulawayo)[réf. nécessaire].

## Religions traditionnelles
Environ 4 % des Zimbabwéens se déclarent adeptes d'une religion qualifiée de traditionnelle mais la plupart des chrétiens continuent de pratiquer leur religion traditionnelle. En outre, la plupart des Églises du Zimbabwe, comme les églises africaines, incorporent maintenant des pratiques de culte qui comprennent des rituels, des chants et des danses traditionnels africains, une iconographie non chrétienne et une culture orale.

## Islam
L'Islam est la religion d'environ 1 % de la population du Zimbabwe.
La communauté musulmane (entre 100 000 et 200 000) se compose principalement d'immigrants d'Asie du Sud (Indiens et Pakistanais), d'un petit nombre de Zimbabwéens autochtones et d'un très petit nombre d'immigrants d'Afrique du Nord et du Moyen-Orient. Des mosquées sont situées dans presque toutes les grandes villes. Il y en a dix-huit dans la capitale Harare, huit à Bulawayo, et il existe un certain nombre de mosquées dans les petites villes. Les mosquées sont financés avec l'aide de l'Agence des musulmans d'Afrique, parrainée par le Koweït.